# Meetlint

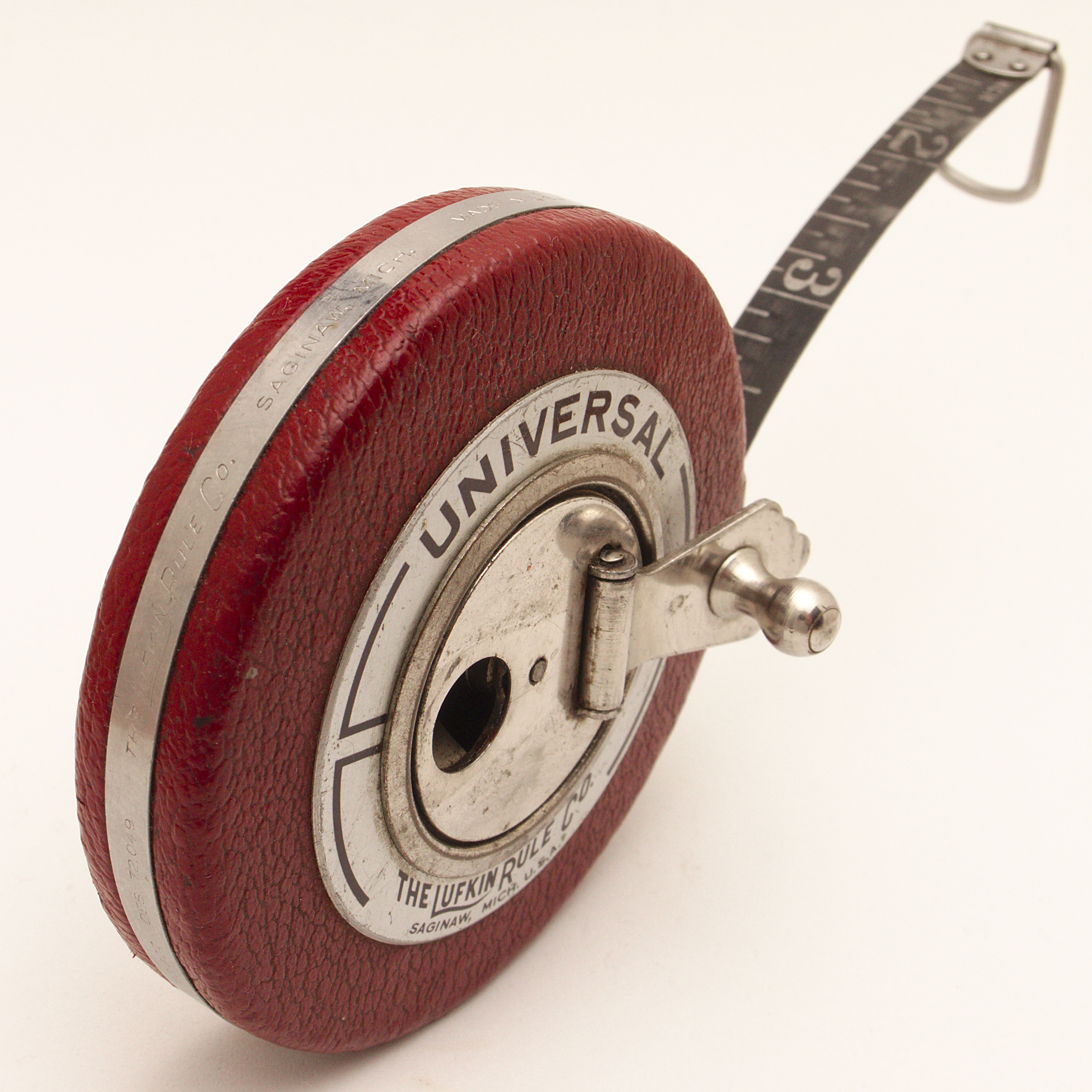
Meetlint in een haspel

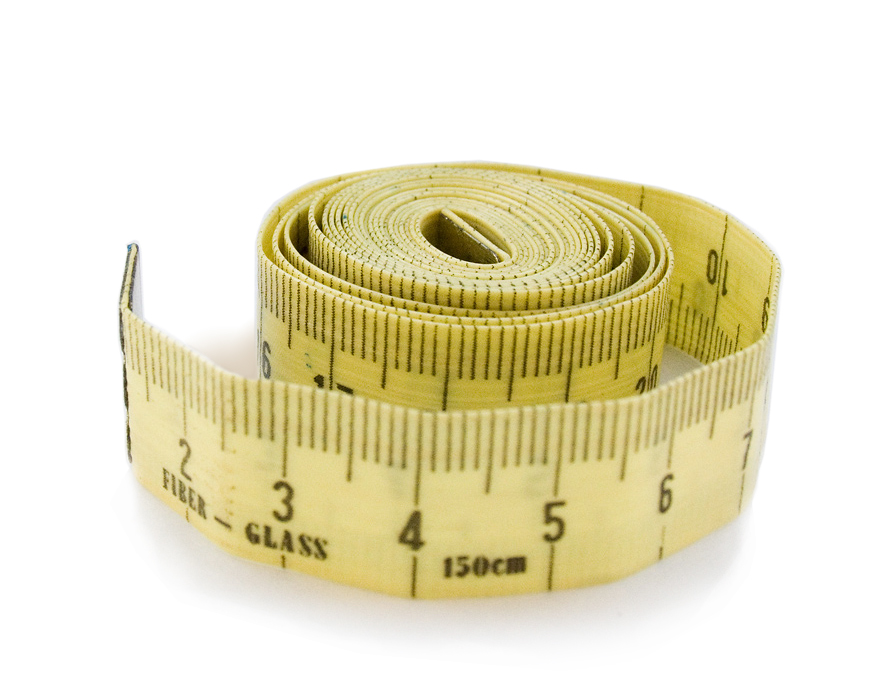
Kunststof meetlint, meestal te vinden in moeders naaidoos

Een meetlint, lintmeter of meetband is een meetinstrument waarmee de maat van iets genomen kan worden, of waarmee men afstanden kan meten. 
Een metrisch lint is meestal onderverdeeld in centimeters en decimeters en van één tot vijftig meter lang. Een meetlint kan gemaakt zijn van metaal, kunststof, textiel of papier. Grotere meetlinten worden in een haspel opgerold bewaard.
Het voordeel van een meetlint is dat het zeer buigzaam is. Hierdoor kan er enerzijds vrij nauwkeurig de omtrek van objecten met een convexe vorm mee worden opgemeten, zoals de buikomvang. Anderzijds is het lint daardoor heel makkelijk mee te nemen omdat het op te rollen is en dus weinig ruimte in beslag neemt. Nadeel is dat het daardoor ook door gaat hangen (zeeg) wanneer het tussen twee punten gespannen wordt en zo een meetfout geeft.